# Fernando Lopes (Regisseur)
Fernando Marques Lopes (* 28. Dezember 1935 in Maçãs de Dona Maria, Leiria; † 2. Mai 2012 in Lissabon) war ein portugiesischer Regisseur des „Novo Cinema“.

## Werdegang
Als begeisterter Cineast war er zu Studentenzeiten bereits in Lissaboner Filmklubs engagiert. 1957 fing er beim neuen Medium Fernsehen an, der Rádio e Televisão de Portugal (RTP) (dessen zweiten Kanal RTP2 er als Direktor zwischen 1978 und 1980 neu ausrichtete).
1959 ging er mit einem Stipendium des Nationalen Film-Fonds Portugals an die London Film School, an der er sein Regie-Diplom machte.
Er debütierte 1964 auf Spielfilmlänge mit Belarmino, einem halbdokumentarischen Film über den Lissaboner Amateur-Boxer Belarmino Fragoso. Der sozialkritische Ton, die Ästhetik des Films, die Musik (Jazz von Manuel Jorge Veloso und dem Hot Club Portugal) waren Merkmale des Novo Cinema, des Neuen Portugiesischen Films (wichtigster Film vor Belarmino war Os Verdes Anos (dt.: Die grünen Jahre) von Paulo Rocha). Die Atmosphäre und der Stil des Films begeistern Kritik und Cineasten bis heute, wenn auch der kommerzielle Erfolg bescheidener war.
1965 folgte eine dreimonatige Arbeit in Hollywood. Zurück, gründete er zusammen mit Fernando Matos Silva, Alberto Seixas Santos, Alfredo Tropa und Manuel Costa die Filmgesellschaft  Média. Média produzierte 1971 seinen zweiten Spielfilm, Uma Abelha na Chuva (dt.: Eine Biene im Regen), einer Verfilmung des gleichnamigen neorealistischen Romans von Carlos de Oliveira. Lopes drehte hier allerdings keineswegs einen neorealistischen Film, sondern erarbeitete sich einen ungewöhnlichen Erzählstil, mit statischen Bildern, stummen oder mit fremdem Ton unterlegten Passagen, und einer Ästhetik der Poesie und Malerei. Der Film wurde 1972 veröffentlicht und die Kritik zeigt sich bis heute begeistert.
Lopes wurde 1970 erster Vorsitzender des 1969 von ihm mitgegründeten Centro Português de Cinema, einem Filmkollektiv, das das Novo Cinema maßgeblich formen sollte.
Sein folgender Film, Nacionalidade: Portugués (dt.: Nationalität: Portugiese, 1972), war eine Dokumentation über die Situation portugiesischer Gastarbeiter in den Vorstädten Frankreichs und wurde von der Zensur des Estado Novo verboten.
Die tiefen gesellschaftlichen und wirtschaftlichen Umbrüche in Portugal nach der Nelkenrevolution 1974 änderten auch Sichtweise und Themen des Kinos. Bestimmendes Thema sollte im Werk von Fernando Lopes vor allem die Einsamkeit und Entfremdung des Menschen in einer technisierten und ökonomisierten Welt sein, vor allem mit seiner inoffiziellen Trilogie Lá Fora (2004), 98 Octanas (2006) und Os Sorrisos do Destino (2009). Vielbeachtet war seine Verfilmung O Delfim (2002) des gleichnamigen Buchs (1968) von José Cardoso Pires.
Paulo Branco produzierte den Großteil der Filme von Fernando Lopes.

## Filmografie (Auswahl)
| - 1960: The Lonely Ones - 1960: Interlude - 1960: The Bowler Hat - 1961: Marinha Portuguesa (Dokumentation) - 1964: Belarmino - 1971: Uma Abelha na Chuva - 1972: Nacionalidade: Portugués (Dokumentation) - 1975: As Armas e o Povo (Kollektiv) - 1975: Cantigamente Nº1 (TV) - 1976: Nós Por Cá Todos Bem | - 1984: Crónica dos Bons Malandros - 1988: Matar Saudades - 1993: Fluchtpunkt (O Fio do Horizonte) - 1998: Lissabon Wuppertal Lisboa (Dokumentation über Pina Bausch) - 2002: O Delfim - 2004: Toma lá do O´Neill (Dokumentation über Alexandre O’Neill) - 2004: Lá Fora - 2006: 98 Octanas - 2008: O Meu Amigo Mike ao Trabalho (Dokumentation über Michael Biberstein) - 2009: Os Sorrisos do Destino - 2012: Em Câmara Lenta |